# Sirac, Gers
 Sirac  là một xã thuộc tỉnh Gers trong vùng Occitanie miền nam nước Pháp.